# Masse d’Agen
Die Masse d’Agen ist ein kleiner Fluss im Südwesten von Frankreich, der im Département Lot-et-Garonne der Region Nouvelle-Aquitaine nordöstlich der Stadt Agen verläuft.

## Geografie

### Verlauf
Die Masse d’Agen entspringt im  Gemeindegebiet von Monbalen, entwässert generell Richtung Südwest durch die Landschaft des Agenais und mündet nach rund 18 Kilometern im Gemeindegebiet von Agen als rechter Nebenfluss in die Garonne. Auf seinem Weg quert die Masse d’Agen zweimal die Bahnstrecke Niversac–Agen und erreicht in seinem Unterlauf das Stadtgebiet von Agen, wo er den Garonne-Seitenkanal quert, danach im Bahnhofsareal unterirdisch geführt wird und knapp vor seiner Mündung nochmals den Garonne-Seitenkanal quert, der hier seinerseits mit Hilfe einer imposanten Kanalbrücke die Garonne überquert.

### Durchquerte Gemeinden
(Reihenfolge in Fließrichtung)
- Monbalen
- Laroque-Timbaut
- La Croix-Blanche
- Bajamont
- Pont-du-Casse
- Agen